# Helikopterpénz

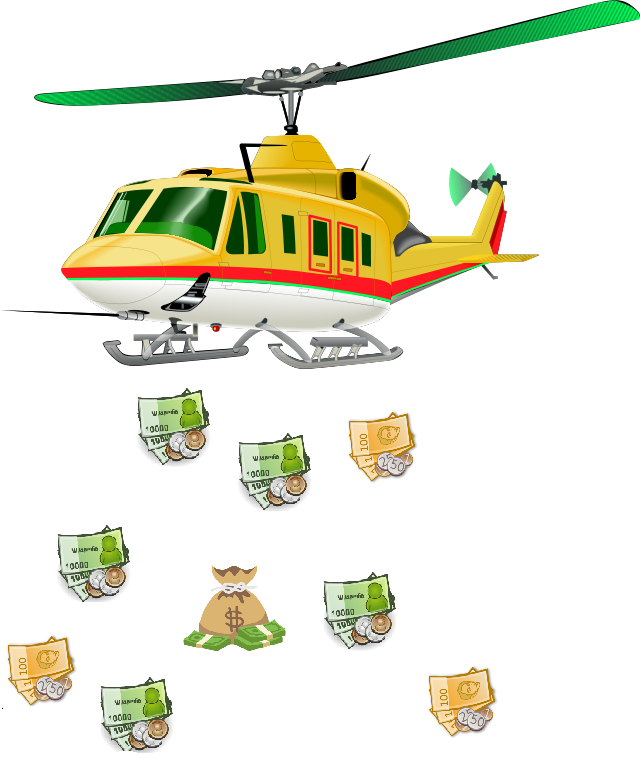

A helikopterpénz egy közgazdasági elmélet népszerű elnevezése, amelynek értelmében olyan nehéz gazdasági helyzetben, amit a lakossági kereslet hiánya, gazdasági visszaesés, defláció és alacsony kamatok jellemeznek, a központi kormánynak közvetlenül kell pénzt juttatnia a lakossághoz („helikopterrel szórni a pénzt az embereknek”) annak érdekében, hogy a kereslet fellendítése révén kimozdítsa a gazdaságot a válságból.
Az elmélet és hatásos megfogalmazása Milton Friedmantól ered, aki 1969-ben írta le azt „A pénz optimális mennyisége” (The Optimum Quantity of Money) című tanulmányában.
A helikopterpénz a központi bankok által alkalmazott monetáris politika egyik lehetséges eszköze. Sok közgazdász szerint tulajdonképpen a mennyiségi könnyítés (Quantative Easing, QE) egyik formája. Ez a módszer segíthet elkerülni az olyan súlyos gazdasági problémákat, mint például Japán „elveszett évtizede”, amikor egy gazdasági buborék 1991-es kipukkanása után az ország gazdasága egészen 2001-ig mindössze évi átlag 1,14%-kal volt képes fejlődni.

## Közgazdasági tartalma
Az úgynevezett helikopterpénz lényege, hogy az állam olyan, jellemzően egyszeri transzferben, pénzátutalásban részesíti a polgárokat, ami mindenkinek jár, és amit tetszőleges célra el lehet költeni azonnal, vagy akár később. A legfontosabb tulajdonsága a „helikopteres” pénzosztásnak, hogy nem máshonnan elvont pénzekből történik, hanem új pénz teremtéséből. Az új pénz teremtése azonban mindenképpen az államadósság növekedésével jár, és a kiosztott összeget végső soron, hosszú távon természetesen a lakosság fizeti vissza az államadósság törlesztésével, kezelésével.
A feltétel nélküli alapjövedelem is tekinthető a helikopterpénz egyik sajátos, állandósított formájának.

## A gyakorlatban

### Az USA-ban
Az Egyesült Államokban a kétpárti alapon kidolgozott és 2020. március végén hatályba lépett koronavírus-törvény 2,2 billió dollárt (a GDP tíz százalékát) kitevő mentőcsomagot jelentett a gazdasági visszaesés enyhítése céljából. Ennek egyharmada számított tiszta helikopterpénznek: közvetlen, ingyenes pénzátutalás volt minden állampolgárnak és jogosult kisvállalkozónak. Minden évi 75 000 dollár alatt kereső felnőtt 1200 dollárt kapott, plusz gyerekenként 500 dollárt. A pénznek azonban egy részét a polgárok nem vásárlásra, azaz a gazdaság élénkítésére fordították, hanem megtakarításra, részvények vásárlására, ami a részvényárfolyamoknak a járvány utáni, sokak szerint irreálisan gyors emelkedésére, buborék kialakulására vezetett az amerikai gazdaságban.

## Kritikája
A közgazdászok egy része élesen bírálja ezt az elméletet (és gyakorlatot). Véleményük szerint a helikopterpénz megszünteti a lakosság bizalmát a pénz iránt és végső soron hiperinflációhoz vezet.